# DW Lyncis
DW Lyncis är en pulserande blå subdvärg av DW Lyncis-typ (DWLYN) i stjärnbilden Lodjuret. Den är prototypstjärna för en grupp av subdvärgs-variabler som uppvisar egenskaper för både V361 Hydrae-variabler och V1093 Herculis-variabler. Det innebär att stjärnorna i denna variabeltyp både pulserar med korta perioder, 90-600 sekunder, på grund av stjärntryck, och med längre perioder, 45-180 minuter, på grund av gravitationskrafter.
DW Lyncis har bolometrisk magnitud +14,7 och varierar i amplitud med 0,03 magnituder och en period av 0,00420 dygn eller 6,05 minuter.